# Isla Ataúd
La isla Ataúd (en inglés: Coffin Island) es una de las islas Malvinas. Se encuentra al este de la isla de Goicoechea, sobre la bahía del Rosario y el puerto Sur.